# Deflazacort
Le Deflazacort est un glucocorticoïde utilisé comme anti-inflammatoire et immunosuppresseur, notamment dans la dystrophie musculaire de Duchenne.
Il a été breveté en 1965.

## Utilisations médicales
Le fabricant répertorie les utilisations suivantes pour le déflazacort :
La Food and Drug Administration (FDA) des États-Unis considère qu'il s'agit d'un médicament de choix pour la dystrophie musculaire de Duchenne où il est approuvé pour le traitement de la dystrophie musculaire de Duchenne chez les personnes de plus de deux ans.. Il n'est cependant à ce jour pas commercialisé en France.

## Effets indésirables
Le déflazacort comporte les risques communs à tous les corticostéroïdes, notamment l'immunosuppression, la diminution de la densité osseuse et l'insuffisance surrénalienne.

## Pharmacologie

### Mécanisme d'action
Le déflazacort est un promédicament inactif qui est métabolisé rapidement en  21-désacétyldéflazacort, le métabolite actif.

### Puissance relative
La puissance du déflazacort est d'environ 70 à 90 % de celle de la prednisone. Un examen de 2017 a trouvé son activité de 7,5 mg de déflazacort équivaut approximativement à 25 mg de cortisone, 20 mg d' hydrocortisone, 5 mg de prednisolone ou prednisone, 4 mg de méthylprednisolone ou de triamcinolone, ou 0,75 mg de bétaméthasone ou de dexaméthasone. La revue a noté que le médicament a un index thérapeutique élevé, étant utilisé à des doses orales initiales allant de 6 à 90 mg, et nécessite probablement une dose 50 % plus élevée pour induire le même effet déminéralisant que la prednisolone. Ainsi, il a « un impact plus faible sur le métabolisme du calcium que tout autre corticostéroïde synthétique, et présente donc un risque plus faible de retard de croissance chez les enfants et d'ostéoporose » chez les personnes âgées, et des effets comparativement faibles sur le métabolisme des glucides, la rétention de sodium et l'hypokaliémie.

## Histoire
En janvier 2015, la FDA a accordé le statut accéléré à Marathon Pharmaceuticals pour obtenir l'approbation du déflazacort comme traitement potentiel de la dystrophie musculaire de Duchenne, une maladie rare, « évolutive et mortelle » qui affecte les garçons.    Le déflazacort est maintenant disponible dans de nombreux pays sous forme de générique peu coûteux. Par exemple, au Canada, le deflazacort peut être acheté pour environ 1 $ par comprimé.
Deflazacort est vendu aux États-Unis sous le nom de marque Emflaza après que PTC Therapeutics, Inc. a acquis tous les droits d'Emflaza le 16 mars 2017. Deflazacort est vendu au Royaume-Uni sous le nom commercial Calcort ; au Brésil comme Cortax, Decortil, Defcort et Deflanil ; en Inde sous les noms de Moaid, Zenflav, Defolet, DFZ, Decotaz et DefZot ; au Bangladesh sous le nom de Xalcort ; au Panama sous le nom de Zamen ; l'Espagne en tant que Zamene ; et au Honduras sous le nom de Flezacor. Au Maroc sous le nom de Defax.